# Невинність і злочин
«Невинність і злочин» (італ. «Innocenza e turbamento») — італійська еротична комедія 1980 року, знята режисером Массімо Далламано, з Едвіж Фенек у головній ролі.

## Сюжет
Молодий семінарист Тоніно повертається на канікули до рідного сицилійського села, щоб ще раз подумати про правильність вибору свого покликання. Тут йому доводиться зіткнутися з різними спокусами, найбільша з яких — його нова мачуха, прекрасна і чуттєва Кармела.

## У ролях
- Едвіж Фенек — Кармела Патерно
- Вітторіо Капріолі — Вінченцо Нішемі
- Роберто Ченчі — Тоніно Нішемі
- Лайонел Стендер — Сальваторе Нішемі
- Анна Марія Пескаторі — Лола
- Елеонора Морана — Розалія, покоївка
- Джанкарло Бадессі — ректор семінарії
- Енцо Андроніко — шофер
- Неріна Монтаньяні — покоївка Лоли
- Джованна Ді Віта — черниця
- Паскуале Фашіано — батько Кармели
- Леонардо Д'Аллура — епізод
- Лоренцо П'яні — епізод
- Луїджі Антоніо Гверра — Мімі Нішемі
- Роберто Паче — епізод
- Мікеле Чимароза — кравець

## Знімальна група
- Режисер — Массімо Далламано
- Сценаристи — Массімо Далламано, Джанфранко Клерічі
- Оператор — Франко Деллі Коллі
- Композитор — Ренато Серіо
- Продюсер — Лео Пескароло